# Rhipidia (Rhipidia) uniseriata lutea
Rhipidia (Rhipidia) uniseriata lutea is een ondersoort van de tweevleugelige Rhipidia (Rhipidia) uniseriata uit de familie steltmuggen (Limoniidae). De ondersoort komt voor in het Palearctisch gebied.